# Du bon usage du préservatif
Du bon usage du préservatif (Proper Condom Use en version originale) est le septième épisode de la cinquième saison de la série animée South Park, ainsi que le 72e épisode de l'émission.
Les parents prouvent une fois de plus leur maturité en demandant que l'école donne des cours d'éducation sexuelle aux enfants à la suite d'une affaire de mœurs (la « traite » d'un chien). On charge Mme Crockelpaf, M. Mackey et M. Garrison de donner les cours.

## Résumé
Cartman montre un nouveau truc cool à Stan et Kyle : en « faisant reluire » le chien, il parvient à donner du « lait » de chien. Stan, ne voyant pas du tout le mal là-dedans, décide de montrer cela à ses parents durant une réunion du club de lecture. Les parents décident après une réunion de crise que l'école doit donner des cours d'éducation sexuelle aux enfants, malgré les réticences de Chef.
Les cours se passent plus ou moins bien : M. Mackey n'y connait absolument rien et doit demander conseil implicitement à Mme Crockelpaf ; cette dernière se lance dans une véritable guerre contre les MST, sans préciser toutefois qu'elles n'interviennent que dans un rapport sexuel ; de son côté, M. Garrison enseigne aux maternelles les différentes positions sexuelles.
À la suite de ces conseils, les garçons, curieux, demandent aux filles de quoi il retourne. Ces dernières sont traumatisées et ordonnent aux garçons de porter des préservatifs pour leur parler, redoutant sans cela d'attraper le sida et des tas d'autres maladies.
Les garçons, conscients du problème, vont acheter des préservatifs et s'en munissent. L'école, alertée par la pharmacie, décide d'apprendre l'usage du préservatif aux maternelles.